# 14. (Bad.) Infanterie-Regiment (Reichswehr)
Das 14. (Badisches) Infanterie-Regiment war ein süddeutsches Regiment der Reichswehr.

## Geschichte
Im Friedensvertrag von Versailles war eine entmilitarisierte Zone in einem 50 km breiten Gebietsstreifen entlang des rechten Rheinufers festgelegt worden. Dadurch lag der größte Teil Badens in dieser Zone. Badische Truppenteile wurden daher nur in Konstanz, Donaueschingen und Villingen stationiert sowie in Württemberg und ab 1921 in Meiningen (Thüringen).

### Aufstellung
Das Regiment wurde am 1. Januar 1921 aus dem Reichswehr-Schützen-Regiment 113 des Übergangsheeres gebildet. Am 19. Mai 1922 verfügte Reichspräsident Ebert landsmannschaftliche Bezeichnungen der Verbände als Zusatz, das Regiment erhielt den Zusatz „Badisches“. Noch Anfang der 1920er Jahre tauschten die Bataillone in Konstanz und Meiningen ihre Bezeichnung.
Im Rahmen der Umgliederung der Reichswehr-Regimenter der ersten Aufstellungswelle kam das I. Bataillon am 1. Oktober 1934 zum neugebildeten Infanterie-Regiment Meiningen (ab 15. Oktober 1935 Schützen-Regiment 2). Ebenfalls am 1. Oktober 1934 wurde das Regiment im Zuge der Vergrößerung der Reichswehr in Infanterie-Regiment Konstanz und am 15. Oktober 1935 in Infanterie-Regiment 14 umbenannt.

### Garnisonen
- Konstanz Stab, (I. Bataillon) III. Bataillon
- Tübingen II. Bataillon
- Meiningen (III. Bataillon) I. Bataillon
- Donaueschingen 13., 14. und 15. Kompanie Ergänzungs-/Ausbildungsbataillon
- Villingen 16. Kompanie Ergänzungs-/Ausbildungsbataillon

### Kommandeure
| Nr. | Name                                     | Beginn der Berufung | Ende der Berufung |
| --- | ---------------------------------------- | ------------------- | ----------------- |
| 1.  | Oberst Adolf Steinwachs                  | 1. Oktober 1920     | 31. März 1923     |
| 2.  | Oberst Hermann von Brandenstein          | 1. April 1923       | 31. März 1925     |
| 3.  | Oberst Albert von Rotberg                | 1. April 1925       | 31. Januar 1927   |
| 4.  | Oberst Richard Waenker von Dankenschweil | 1. Februar 1927     | 31. Oktober 1928  |
| 5.  | Oberst Alfred Boehm-Tettelbach           | 1. November 1928    | 31. Januar 1930   |
| 6.  | Oberst Johannes Blaskowitz               | 1. Dezember 1930    | 31. Januar 1933   |
| 7.  | Oberst Kurt Sieglin                      | 1. Februar 1933     | 31. März 1934     |

## Organisation

### Verbandszugehörigkeit
Das Regiment unterstand dem Infanterieführer V der 5. Division in Stuttgart.

### Gliederung
Das Regiment bestand neben den Regimentsstab mit Nachrichtenstaffel aus
I. Bataillon mit Bataillonsstab und Nachrichtenstaffel, 1. bis 3.(Schützen-) Kompanie mit jeweils 3 Zügen zu jeweils 3 Gruppen und 4. (MG)-Kompanie,
II. Bataillon mit Bataillonsstab und Nachrichtenstaffel, 5. bis 7.(Schützen-) Kompanie und 8. (MG-)Kompanie,
III. Bataillon mit Bataillonsstab und Nachrichtenstaffel, 9. bis 11. (Schützen-) Kompanie und 12. (MG-)Kompanie,
13. (Minenwerfer-)Kompanie,
Ergänzungs-Bataillon, ab 1921 Ausbildungs-Bataillon mit 15. und 16 (Rekruten-)Kompanie und 17. Kompanie (Unteroffizierausbildung).

## Bewaffnung und Ausrüstung

### Hauptbewaffnung

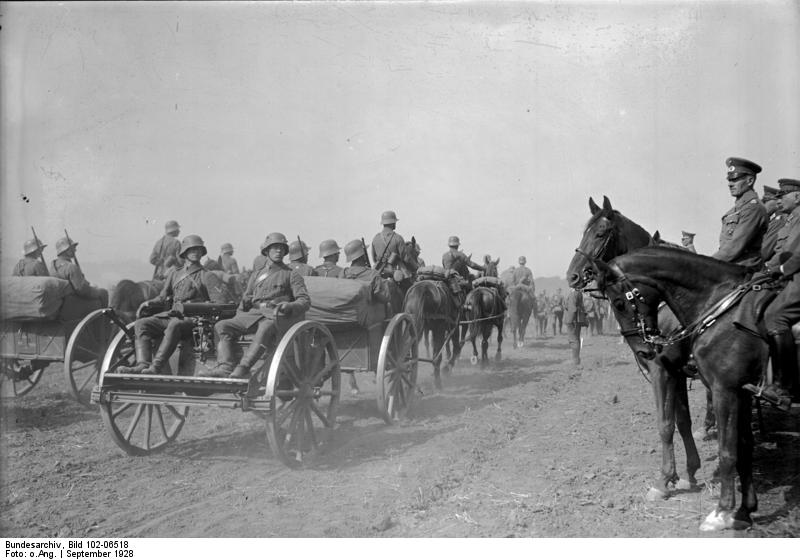
Schweres MG im vierspännigen Zug

Die Schützen waren mit dem Karabiner K98a ausgerüstet. Jeder Zug besaß ein leichtes Maschinengewehr MG 08/15.
In den MG-Kompanien bestanden jeweils der 1. Zug aus drei Gruppen mit 3 schweren Maschinengewehren MG 08 auf Lafette, vierspännig gezogen, der 2. bis 4. Zug aus drei Gruppen mit 3 schweren Maschinengewehren MG 08 auf Lafette, zweispännig gezogen.
Die schwersten Waffen des Regiments waren die Minenwerfer in der 13. Kompanie. Der 1. Zug war mit 2 mittleren Werfern 17 cm, vierspännig gezogen, ausgerüstet, der 2. und 3. Zug mit 3 leichten Werfern 7,6 cm, zweispännig gefahren.

## Sonstiges

### Traditionsübernahme
Das Regiment übernahm 1921 die Tradition der alten Regimenter der Badischen Armee:
- 1. und 2. Kompanie: 1. Badisches Leib-Grenadier-Regiment Nr. 109
- 3. Kompanie: Grenadier-Regiment „Kaiser Wilhelm I.“ (2. Badisches) Nr. 110
- 4. Kompanie 3. Badisches Infanterie-Regiment „Markgraf Ludwig Wilhelm“ Nr. 111
- 5. Kompanie: Füsilier-Regiment „Fürst Karl-Anton von Hohenzollern“ (Hohenzollernsches) Nr. 40
- 6. Kompanie 4. Badisches Infanterie-Regiment „Prinz Wilhelm“ Nr. 112
- 7. und 8. Kompanie: 7. Badisches Infanterie-Regiment Nr. 142
- III. Bataillon: 6. Badisches Infanterie-Regiment „Kaiser Friedrich III.“ Nr. 114
- 13. Kompanie: Badisches Pionier-Bataillon Nr. 14
- 14. Kompanie: 5. Badisches Infanterie-Regiment Nr. 113
- 15. Kompanie: 9. Badisches Infanterie-Regiment Nr. 170
- 16. Kompanie: 8. Badisches Infanterie-Regiment Nr. 169

## Verweise